# Просте розширення поля
Просте розширення — розширення поля, породжене додаванням до поля одного елемента. 

## Визначення
Розширення поля L/K називається простим якщо існує елемент θ в полі L такий що єдиним підполем поля L, що містить як K так і θ є саме поле L.
Елемент θ тоді називається первісним елементом розширення L/K. Просте розширення за допомогою елемента θ позначається K(θ).

## Класифікація
- Якщо θ трансцендентний над K, то поле K(θ) ізоморфне K(X) — полю раціональних функцій з коефіцієнтами з K. Дане розширення — нескінченне.
- Якщо θ алгебраїчний над K, то для θ існує єдиний мінімальний многочлен {\displaystyle f(x)\in K[x]} тобто многочлен найменшого можливого степеня із старшим коефіцієнтом рівним 1 для якого {\displaystyle f(\theta )=0}. Тоді поле K(θ) ізоморфне K[θ] — кільцю многочленів від елемента θ. Дане розширення в цьому випадку є скінченним, його степінь рівний степеню мінімального многочлена елемента θ.

## Властивості
- Теорема про первісний елемент: Скінченне розширення L/K є простим тоді і тільки тоді коли кількість полів F, таких що K ⊆ F ⊆ L є скінченною.

Зокрема як наслідки з цієї теореми:
- Довільне скінченне сепарабельне розширення є простим.
- Якщо [L : K] порядок розширення є простим числом, тоді розширення L / K є простим.
- Теорема Люрота. Якщо K(θ) — просте трансцендентне розширення поля K, то довільне його підполе, що містить K і не є йому рівним є теж простим трансцендентним розширенням поля K.

## Приклади
- Розширення {\displaystyle \mathbb {C} /\mathbb {R} } є простим (породжуючим елементом є i).
- Довільне скінченне розширення поля раціональних чисел є простим, оскільки воно є сепарабельним.